# فاسكو مارتينز
فاسكو مارتينز (بالبرتغالية: Vasco Martins‏) هو عميد برتغالي، ولد في 1300 في لاميغو في البرتغال، وتوفي في 25 يوليو 1344.